# Engertsbungertbach
Der Engertsbungertbach ist ein Bach im saarländischen Landkreis Merzig-Wadern auf dem Gebiet der Gemeinde Perl und ein knapp zwei Kilometer langer, ostsüdöstlicher und rechter Zufluss der Mosel.

## Geographie

### Verlauf
Der Engertsbungertbach entspringt nordöstlich des Perler Ortsteils Nennig auf einer Höhe von etwa 220 m ü. NHN.
Er läuft zunächst etwa 700 m in westlicher Richtung am Südrand eines Waldes entlang durch Grünland. Er fließt dann – begleitet von dichtem Gehölz – durch Ackerland und danach durch Weingärten.
Der Bach unterquert noch die B 419 und die Gleisanlagen der Obermoselstrecke und mündet schließlich nördlich von Nennig auf einer Höhe von ungefähr 141 m ü. NHN rechts in die Mosel.
Der rund 1,8 km lange Lauf des Engertsbungertbaches endet ungefähr 79 Höhenmeter unterhalb seiner Quelle, er hat somit ein mittleres Sohlgefälle von etwa 44 ‰.

### Einzugsgebiet
Das 1,05 km² große Einzugsgebiet des Engertsbungertbaches liegt im Mosel-Saar-Gau und wird durch ihn über die Mosel und den Rhein zur Nordsee entwässert.
Es grenzt
- im Süden an das Einzugsgebiet des Lonnenbaches, der in die Mosel mündet und
- im Norden an das des Nenninger Grabens, der ebenfalls ein Zufluss der Mosel ist.

Der Nordosten des Einzugsgebietes ist zum größten Teil bewaldet, im südlichen Bereich überwiegt Grünland, am Mittellauf dominiert Ackerland und im Mündungsbereich herrscht Weinbau vor.